# Gruppspelet i Svenska cupen i fotboll 2012/2013
Gruppspelet i Svenska cupen i fotboll 2012/2013 spelades från den 2 mars till den 17 mars 2013. Totalt tävlade 32 lag i gruppspelet om åtta slutspelsplatser. Gruppspelet bestod av 32 lag som delas upp i åtta grupper med fyra lag i varje grupp. Alla lag i varje grupp spelar mot varandra en gång. Enbart gruppvinnarna gick vidare till slutspel.

## Grupper

### Grupp 1
| Nr | Lag           | S | V | O | F | GM | IM | MS  | P |
| -- | ------------- | - | - | - | - | -- | -- | --- | - |
| 1  | IK Sirius     | 3 | 2 | 0 | 1 | 9  | 4  | +5  | 6 |
| 2  | IF Elfsborg   | 3 | 2 | 0 | 1 | 9  | 4  | +5  | 6 |
| 3  | Gais          | 3 | 2 | 0 | 1 | 5  | 4  | +1  | 6 |
| 4  | Ljungskile SK | 3 | 0 | 0 | 3 | 3  | 14 | −11 | 0 |

|             | 2 mars 2013 | IF Elfsborg                                                                                           | 5 – 1           | Ljungskile SK        | Borås Arena                             |                                         |
| 14:00 UTC+2 | 14:00 UTC+2 | Johan Larsson 23′ Lasse Nilsson 31′ (str.) Daniel Mobaeck 54′ Marcus Rohdén 77′ Joackim Jørgensen 85′ | (2 – 1) Rapport | 7′ David Johannesson | Borås Publik: 670 Domare: Bojan Pandzic | Borås Publik: 670 Domare: Bojan Pandzic |
| 14:00 UTC+2 | 14:00 UTC+2 | |                 |                      | Borås Publik: 670 Domare: Bojan Pandzic | Borås Publik: 670 Domare: Bojan Pandzic |
| 14:00 UTC+2 | 14:00 UTC+2 | |                 |                      | Borås Publik: 670 Domare: Bojan Pandzic | Borås Publik: 670 Domare: Bojan Pandzic |

|             | 2 mars 2013 | IK Sirius | 0 – 2           | Gais                                       | Lötens IP                                        |                                                  |
| 17:00 UTC+1 | 17:00 UTC+1 |           | (0 – 2) Rapport | 13′ Andreas Augustsson 18′ Björn Andersson | Uppsala Publik: 550 Domare: Martin Strömbergsson | Uppsala Publik: 550 Domare: Martin Strömbergsson |
| 17:00 UTC+1 | 17:00 UTC+1 |           |                 |                                            | Uppsala Publik: 550 Domare: Martin Strömbergsson | Uppsala Publik: 550 Domare: Martin Strömbergsson |
| 17:00 UTC+1 | 17:00 UTC+1 |           |                 |                                            | Uppsala Publik: 550 Domare: Martin Strömbergsson | Uppsala Publik: 550 Domare: Martin Strömbergsson |

|             | 9 mars 2013 | IK Sirius                          | 2 – 1           | IF Elfsborg | Lötens IP                                     |                                               |
| 14:00 UTC+1 | 14:00 UTC+1 | Elliot Käck 7′ Ante Björkebaum 54′ | (1 – 0) Rapport | 62′ Hedlund | Uppsala Publik: 1 250 Domare: Tobias Mattsson | Uppsala Publik: 1 250 Domare: Tobias Mattsson |
| 14:00 UTC+1 | 14:00 UTC+1 |                                    |                 |             | Uppsala Publik: 1 250 Domare: Tobias Mattsson | Uppsala Publik: 1 250 Domare: Tobias Mattsson |
| 14:00 UTC+1 | 14:00 UTC+1 |                                    |                 |             | Uppsala Publik: 1 250 Domare: Tobias Mattsson | Uppsala Publik: 1 250 Domare: Tobias Mattsson |

|             | 9 mars 2013 | Gais                                        | 2 – 1           | Ljungskile SK         | Uddevalla Arena                                |                                                |
| 15:00 UTC+1 | 15:00 UTC+1 | Linus Tornblad 34′ Mohammed Abdulrahman 45′ | (2 – 1) Rapport | 26′ David Johannesson | Ljungskile Publik: 1 150 Domare: Antti Kanerva | Ljungskile Publik: 1 150 Domare: Antti Kanerva |
| 15:00 UTC+1 | 15:00 UTC+1 |                                             |                 |                       | Ljungskile Publik: 1 150 Domare: Antti Kanerva | Ljungskile Publik: 1 150 Domare: Antti Kanerva |
| 15:00 UTC+1 | 15:00 UTC+1 |                                             |                 |                       | Ljungskile Publik: 1 150 Domare: Antti Kanerva | Ljungskile Publik: 1 150 Domare: Antti Kanerva |

|             | 16 mars 2013 | Ljungskile SK     | 1 – 7           | IK Sirius                                                            | Uddevalla Arena                             |                                             |
| 14:00 UTC+1 | 14:00 UTC+1  | James Sinclair 5′ | (1 – 4) Rapport | 30′, 36′, 68′, 88′ Ante Björkebaum 44′, 45′, 81′ Christer Gustafsson | Ljungskile Publik: 200 Domare: Nermin Cisic | Ljungskile Publik: 200 Domare: Nermin Cisic |
| 14:00 UTC+1 | 14:00 UTC+1  |                   |                 |                                                                      | Ljungskile Publik: 200 Domare: Nermin Cisic | Ljungskile Publik: 200 Domare: Nermin Cisic |
| 14:00 UTC+1 | 14:00 UTC+1  |                   |                 |                                                                      | Ljungskile Publik: 200 Domare: Nermin Cisic | Ljungskile Publik: 200 Domare: Nermin Cisic |

|             | 17 mars 2013 | IF Elfsbog                                                | 3 – 1           | Gais           | Borås Arena                                 |                                             |
| 16:00 UTC+1 | 16:00 UTC+1  | Marcus Rohdén 68′ Anton Lans 70′ Lasse Nilsson 77′ (str.) | (0 – 0) Rapport | 69′ Joel Anell | Borås Publik: 2 000 Domare: Michael Lerjéus | Borås Publik: 2 000 Domare: Michael Lerjéus |
| 16:00 UTC+1 | 16:00 UTC+1  |                                                           |                 |                | Borås Publik: 2 000 Domare: Michael Lerjéus | Borås Publik: 2 000 Domare: Michael Lerjéus |
| 16:00 UTC+1 | 16:00 UTC+1  |                                                           |                 |                | Borås Publik: 2 000 Domare: Michael Lerjéus | Borås Publik: 2 000 Domare: Michael Lerjéus |

### Grupp 2
| Nr | Lag            | S | V | O | F | GM | IM | MS | P |
| -- | -------------- | - | - | - | - | -- | -- | -- | - |
| 1  | Falkenbergs FF | 3 | 3 | 0 | 0 | 7  | 2  | +5 | 9 |
| 2  | BK Häcken      | 3 | 2 | 0 | 1 | 6  | 2  | +4 | 6 |
| 3  | Örebro SK      | 3 | 1 | 0 | 2 | 2  | 3  | −1 | 3 |
| 4  | IFK Värnamo    | 3 | 0 | 0 | 3 | 1  | 9  | −8 | 0 |

|             | 2 mars 2013 | BK Häcken           | 1 – 2           | Falkenbergs FF                  | Valhalla IP                                        |                                                    |
| 12:00 UTC+1 | 12:00 UTC+1 | Martin Ericsson 48′ | (0 – 0) Rapport | 64′ Victor Sköld 69′ Anton Wede | Göteborg Publik: 1 036 Domare: Kristoffer Karlsson | Göteborg Publik: 1 036 Domare: Kristoffer Karlsson |
| 12:00 UTC+1 | 12:00 UTC+1 |                     |                 |                                 | Göteborg Publik: 1 036 Domare: Kristoffer Karlsson | Göteborg Publik: 1 036 Domare: Kristoffer Karlsson |
| 12:00 UTC+1 | 12:00 UTC+1 |                     |                 |                                 | Göteborg Publik: 1 036 Domare: Kristoffer Karlsson | Göteborg Publik: 1 036 Domare: Kristoffer Karlsson |

|             | 2 mars 2013 | Örebro SK                                     | 2 – 0           | IFK Värnamo | Behrn Arena                               |                                           |
| 14:00 UTC+1 | 14:00 UTC+1 | Shpetim Hasani 22′ Martin Claesson 47′ (sjm.) | (1 – 0) Rapport |             | Örebro Publik: 1 012 Domare: Glenn Nyberg | Örebro Publik: 1 012 Domare: Glenn Nyberg |
| 14:00 UTC+1 | 14:00 UTC+1 |                                               |                 |             | Örebro Publik: 1 012 Domare: Glenn Nyberg | Örebro Publik: 1 012 Domare: Glenn Nyberg |
| 14:00 UTC+1 | 14:00 UTC+1 |                                               |                 |             | Örebro Publik: 1 012 Domare: Glenn Nyberg | Örebro Publik: 1 012 Domare: Glenn Nyberg |

|             | 9 mars 2013 | IFK Värnamo | 0 – 3           | BK Häcken                                      | Finnvedsvallen                             |                                            |
| 14:00 UTC+1 | 14:00 UTC+1 |             | (0 – 1) Rapport | 18′, 74′ Mostapha El Kabir 49′ Nasiru Mohammed | Värnamo Publik: 258 Domare: Andreas Ekberg | Värnamo Publik: 258 Domare: Andreas Ekberg |
| 14:00 UTC+1 | 14:00 UTC+1 |             |                 |                                                | Värnamo Publik: 258 Domare: Andreas Ekberg | Värnamo Publik: 258 Domare: Andreas Ekberg |
| 14:00 UTC+1 | 14:00 UTC+1 |             |                 |                                                | Värnamo Publik: 258 Domare: Andreas Ekberg | Värnamo Publik: 258 Domare: Andreas Ekberg |

|             | 9 mars 2013 | Örebro SK | 0 – 1           | Falkenbergs FF | Behrn Arena                                |                                            |
| 15:00 UTC+1 | 15:00 UTC+1 |           | (0 – 0) Rapport | 63′ Anton Wede | Örebro Publik: 842 Domare: Michael Lerjéus | Örebro Publik: 842 Domare: Michael Lerjéus |
| 15:00 UTC+1 | 15:00 UTC+1 |           |                 |                | Örebro Publik: 842 Domare: Michael Lerjéus | Örebro Publik: 842 Domare: Michael Lerjéus |
| 15:00 UTC+1 | 15:00 UTC+1 |           |                 |                | Örebro Publik: 842 Domare: Michael Lerjéus | Örebro Publik: 842 Domare: Michael Lerjéus |

|             | 13 mars 2013 | Falkenbergs FF                                                     | 4 – 1           | IFK Värnamo           | Kristineslätt IP                             |                                              |
| 15:00 UTC+1 | 15:00 UTC+1  | Stefan Rodevåg 1′, 4′ (str.) Daniel Johansson 51′ Victor Sköld 53′ | (2 – 1) Rapport | 23′ Anton Henningsson | Falkenberg Publik: 197 Domare: Antti Kanerva | Falkenberg Publik: 197 Domare: Antti Kanerva |
| 15:00 UTC+1 | 15:00 UTC+1  |                                                                    |                 |                       | Falkenberg Publik: 197 Domare: Antti Kanerva | Falkenberg Publik: 197 Domare: Antti Kanerva |
| 15:00 UTC+1 | 15:00 UTC+1  |                                                                    |                 |                       | Falkenberg Publik: 197 Domare: Antti Kanerva | Falkenberg Publik: 197 Domare: Antti Kanerva |

|             | 16 mars 2013 | BK Häcken                                | 2 – 0           | Örebro SK | Valhalla IP                                |                                            |
| 16:00 UTC+1 | 16:00 UTC+1  | Martin Ericsson 5′ Mostapha El Kabir 58′ | (1 – 0) Rapport |           | Göteborg Publik: 400 Domare: Antti Kanerva | Göteborg Publik: 400 Domare: Antti Kanerva |
| 16:00 UTC+1 | 16:00 UTC+1  |                                          |                 |           | Göteborg Publik: 400 Domare: Antti Kanerva | Göteborg Publik: 400 Domare: Antti Kanerva |
| 16:00 UTC+1 | 16:00 UTC+1  |                                          |                 |           | Göteborg Publik: 400 Domare: Antti Kanerva | Göteborg Publik: 400 Domare: Antti Kanerva |

### Grupp 3
| Nr | Lag           | S | V | O | F | GM | IM | MS | P |
| -- | ------------- | - | - | - | - | -- | -- | -- | - |
| 1  | Östers IF     | 3 | 2 | 1 | 0 | 8  | 1  | +7 | 7 |
| 2  | Malmö FF      | 3 | 2 | 1 | 0 | 7  | 2  | +5 | 7 |
| 3  | IK Frej       | 3 | 1 | 0 | 2 | 2  | 8  | −6 | 3 |
| 4  | GIF Sundsvall | 3 | 0 | 0 | 3 | 2  | 8  | −6 | 0 |

|             | 2 mars 2013 | Malmö FF           | 1 – 1           | Östers IF        | Malmö Stadion                              |                                            |
| 15:00 UTC+1 | 15:00 UTC+1 | Dardan Rexhepi 25′ | (1 – 1) Rapport | 32′ Juan Robledo | Malmö Publik: 4 531 Domare: Andreas Ekberg | Malmö Publik: 4 531 Domare: Andreas Ekberg |
| 15:00 UTC+1 | 15:00 UTC+1 |                    |                 |                  | Malmö Publik: 4 531 Domare: Andreas Ekberg | Malmö Publik: 4 531 Domare: Andreas Ekberg |
| 15:00 UTC+1 | 15:00 UTC+1 |                    |                 |                  | Malmö Publik: 4 531 Domare: Andreas Ekberg | Malmö Publik: 4 531 Domare: Andreas Ekberg |

|             | 2 mars 2013 | IK Frej                                 | 2 – 1           | GIF Sundsvall    | Skytteholms IP                             |                                            |
| 16:00 UTC+1 | 16:00 UTC+1 | Dragomir Draganov 15′ Alhaji Kamara 63′ | (1 – 1) Rapport | 4′ Daniel Sliper | Stockholm Publik: 400 Domare: Johan Krantz | Stockholm Publik: 400 Domare: Johan Krantz |
| 16:00 UTC+1 | 16:00 UTC+1 |                                         |                 |                  | Stockholm Publik: 400 Domare: Johan Krantz | Stockholm Publik: 400 Domare: Johan Krantz |
| 16:00 UTC+1 | 16:00 UTC+1 |                                         |                 |                  | Stockholm Publik: 400 Domare: Johan Krantz | Stockholm Publik: 400 Domare: Johan Krantz |

|             | 9 mars 2013 | GIF Sundsvall | 0 – 2           | Östers IF                           | Norrporten Arena                                   |                                                    |
| 14:00 UTC+1 | 14:00 UTC+1 |               | (0 – 2) Rapport | 9′ Freddy Söderberg 27′ Denis Velić | Sundsvall Publik: 162 Domare: Martin Strömbergsson | Sundsvall Publik: 162 Domare: Martin Strömbergsson |
| 14:00 UTC+1 | 14:00 UTC+1 |               |                 |                                     | Sundsvall Publik: 162 Domare: Martin Strömbergsson | Sundsvall Publik: 162 Domare: Martin Strömbergsson |
| 14:00 UTC+1 | 14:00 UTC+1 |               |                 |                                     | Sundsvall Publik: 162 Domare: Martin Strömbergsson | Sundsvall Publik: 162 Domare: Martin Strömbergsson |

|             | 10 mars 2013 | IK Frej | 0 – 2           | Malmö FF                         | Skytteholms IP                               |                                              |
| 17:00 UTC+1 | 17:00 UTC+1  |         | (0 – 0) Rapport | 70′ Jiloan Hamad 78′ Simon Kroon | Stockholm Publik: 1 178 Domare: Glenn Nyberg | Stockholm Publik: 1 178 Domare: Glenn Nyberg |
| 17:00 UTC+1 | 17:00 UTC+1  |         |                 |                                  | Stockholm Publik: 1 178 Domare: Glenn Nyberg | Stockholm Publik: 1 178 Domare: Glenn Nyberg |
| 17:00 UTC+1 | 17:00 UTC+1  |         |                 |                                  | Stockholm Publik: 1 178 Domare: Glenn Nyberg | Stockholm Publik: 1 178 Domare: Glenn Nyberg |

|             | 14 mars 2013 | Östers IF                                                                        | 5 – 0           | IK Frej | Tipshall                                   |                                            |
| 19:00 UTC+1 | 19:00 UTC+1  | Vladica Zlojutro 12′ Freddy Söderberg 48′ Kenny Pavey 71′ Johan Persson 77′, 88′ | (1 – 0) Rapport |         | Växjö Publik: 1 400 Domare: Robert Daradic | Växjö Publik: 1 400 Domare: Robert Daradic |
| 19:00 UTC+1 | 19:00 UTC+1  |                                                                                  |                 |         | Växjö Publik: 1 400 Domare: Robert Daradic | Växjö Publik: 1 400 Domare: Robert Daradic |
| 19:00 UTC+1 | 19:00 UTC+1  |                                                                                  |                 |         | Växjö Publik: 1 400 Domare: Robert Daradic | Växjö Publik: 1 400 Domare: Robert Daradic |

|             | 16 mars 2013 | Malmö FF                                                       | 4 – 1           | GIF Sundsvall    | Limhamns IP                               |                                           |
| 16:00 UTC+1 | 16:00 UTC+1  | Ivo Pękalski 23′ Erik Johansson 27′, 90+2′ Magnus Eriksson 85′ | (2 – 1) Rapport | 44′ Kevin Walker | Malmö Publik: 1 345 Domare: Bojan Pandzic | Malmö Publik: 1 345 Domare: Bojan Pandzic |
| 16:00 UTC+1 | 16:00 UTC+1  |                                                                |                 |                  | Malmö Publik: 1 345 Domare: Bojan Pandzic | Malmö Publik: 1 345 Domare: Bojan Pandzic |
| 16:00 UTC+1 | 16:00 UTC+1  |                                                                |                 |                  | Malmö Publik: 1 345 Domare: Bojan Pandzic | Malmö Publik: 1 345 Domare: Bojan Pandzic |

### Grupp 4
| Nr | Lag          | S | V | O | F | GM | IM | MS | P |
| -- | ------------ | - | - | - | - | -- | -- | -- | - |
| 1  | Örgryte IS   | 3 | 2 | 0 | 1 | 7  | 4  | +3 | 6 |
| 2  | Halmstads BK | 3 | 2 | 0 | 1 | 5  | 4  | +1 | 6 |
| 3  | AIK          | 3 | 1 | 0 | 2 | 4  | 6  | −2 | 3 |
| 4  | Syrianska FC | 3 | 1 | 0 | 2 | 3  | 5  | −2 | 3 |

|             | 3 mars 2013 | AIK                     | 1 – 2         | Halmstads BK                           | Skytteholms IP                               |                                              |
| 13:00 UTC+1 | 13:00 UTC+1 | Henok Goitom 81′ (str.) | (0 –) Rapport | 4′ Stefan Selakovic 11′ Richard Magyar | Stockholm Publik: 3 753 Domare: Johan Hamlin | Stockholm Publik: 3 753 Domare: Johan Hamlin |
| 13:00 UTC+1 | 13:00 UTC+1 |                         |               |                                        | Stockholm Publik: 3 753 Domare: Johan Hamlin | Stockholm Publik: 3 753 Domare: Johan Hamlin |
| 13:00 UTC+1 | 13:00 UTC+1 |                         |               |                                        | Stockholm Publik: 3 753 Domare: Johan Hamlin | Stockholm Publik: 3 753 Domare: Johan Hamlin |

|             | 3 mars 2013 | Örgryte IS                                   | 2 – 1           | Syrianska FC | Valhalla IP                                |                                            |
| 16:00 UTC+1 | 16:00 UTC+1 | Emil Karlsson 77′ Jakob Lindström 87′ (str.) | (0 – 1) Rapport | 42′ Felić    | Göteborg Publik: 977 Domare: Magnus Ahlsén | Göteborg Publik: 977 Domare: Magnus Ahlsén |
| 16:00 UTC+1 | 16:00 UTC+1 |                                              |                 |              | Göteborg Publik: 977 Domare: Magnus Ahlsén | Göteborg Publik: 977 Domare: Magnus Ahlsén |
| 16:00 UTC+1 | 16:00 UTC+1 |                                              |                 |              | Göteborg Publik: 977 Domare: Magnus Ahlsén | Göteborg Publik: 977 Domare: Magnus Ahlsén |

|             | 10 mars 2013 | Örgryte IS                                  | 4 – 1           | AIK               | Valhalla IP                                        |                                                    |
| 17:00 UTC+1 | 17:00 UTC+1  | Oskar Wallén 5′, 71′ Emil Karlsson 36′, 59′ | (2 – 0) Rapport | 72′ Robin Quaison | Göteborg Publik: 1 126 Domare: Kristoffer Karlsson | Göteborg Publik: 1 126 Domare: Kristoffer Karlsson |
| 17:00 UTC+1 | 17:00 UTC+1  |                                             |                 |                   | Göteborg Publik: 1 126 Domare: Kristoffer Karlsson | Göteborg Publik: 1 126 Domare: Kristoffer Karlsson |
| 17:00 UTC+1 | 17:00 UTC+1  |                                             |                 |                   | Göteborg Publik: 1 126 Domare: Kristoffer Karlsson | Göteborg Publik: 1 126 Domare: Kristoffer Karlsson |

|             | 10 mars 2013 | Syrianska FC                         | 2 – 1           | Halmstads BK         | Södertälje fotbollsarena                    |                                             |
| 17:00 UTC+1 | 17:00 UTC+1  | Louay Chanko 59′ Sebastian Svärd 90′ | (0 – 0) Rapport | 57′ Marcus Antonsson | Södertälje Publik: 500 Domare: Johan Hamlin | Södertälje Publik: 500 Domare: Johan Hamlin |
| 17:00 UTC+1 | 17:00 UTC+1  |                                      |                 |                      | Södertälje Publik: 500 Domare: Johan Hamlin | Södertälje Publik: 500 Domare: Johan Hamlin |
| 17:00 UTC+1 | 17:00 UTC+1  |                                      |                 |                      | Södertälje Publik: 500 Domare: Johan Hamlin | Södertälje Publik: 500 Domare: Johan Hamlin |

|             | 16 mars 2013 | Halmstads BK                         | 2 – 1           | Örgryte IS                 | Skedala Park                               |                                            |
| 13:00 UTC+1 | 13:00 UTC+1  | Richard Magyar 75′ Antonio Rojas 77′ | (1 – 0) Rapport | 34′ (str.) Jakob Lindström | Halmstad Publik: 614 Domare: Magnus Ahlsén | Halmstad Publik: 614 Domare: Magnus Ahlsén |
| 13:00 UTC+1 | 13:00 UTC+1  |                                      |                 |                            | Halmstad Publik: 614 Domare: Magnus Ahlsén | Halmstad Publik: 614 Domare: Magnus Ahlsén |
| 13:00 UTC+1 | 13:00 UTC+1  |                                      |                 |                            | Halmstad Publik: 614 Domare: Magnus Ahlsén | Halmstad Publik: 614 Domare: Magnus Ahlsén |

|             | 16 mars 2013 | AIK                          | 2 – 0           | Syrianska FC | Skytteholms IP                                       |                                                      |
| 16:00 UTC+1 | 16:00 UTC+1  | Kennedy Igboananike 25′, 80′ | (1 – 0) Rapport |              | Stockholm Publik: 1 850 Domare: Markus Strömbergsson | Stockholm Publik: 1 850 Domare: Markus Strömbergsson |
| 16:00 UTC+1 | 16:00 UTC+1  |                              |                 |              | Stockholm Publik: 1 850 Domare: Markus Strömbergsson | Stockholm Publik: 1 850 Domare: Markus Strömbergsson |
| 16:00 UTC+1 | 16:00 UTC+1  |                              |                 |              | Stockholm Publik: 1 850 Domare: Markus Strömbergsson | Stockholm Publik: 1 850 Domare: Markus Strömbergsson |

### Grupp 5
| Nr | Lag             | S | V | O | F | GM | IM | MS | P |
| -- | --------------- | - | - | - | - | -- | -- | -- | - |
| 1  | IFK Norrköping  | 3 | 2 | 1 | 0 | 6  | 0  | +6 | 7 |
| 2  | Mjällby AIF     | 3 | 1 | 1 | 1 | 4  | 3  | +1 | 4 |
| 3  | Landskrona BoIS | 3 | 1 | 1 | 1 | 3  | 4  | −1 | 4 |
| 4  | Ängelholms FF   | 3 | 0 | 1 | 2 | 2  | 8  | −6 | 1 |

|             | 2 mars 2013 | IFK Norrköping | 0 – 0   | Landskrona BoIS | Nya Parken                                          |                                                     |
| 13:00 UTC+1 | 13:00 UTC+1 |                | Rapport |                 | Norrköping Publik: 1 400 Domare: Stefan Johannesson | Norrköping Publik: 1 400 Domare: Stefan Johannesson |
| 13:00 UTC+1 | 13:00 UTC+1 |                |         |                 | Norrköping Publik: 1 400 Domare: Stefan Johannesson | Norrköping Publik: 1 400 Domare: Stefan Johannesson |
| 13:00 UTC+1 | 13:00 UTC+1 |                |         |                 | Norrköping Publik: 1 400 Domare: Stefan Johannesson | Norrköping Publik: 1 400 Domare: Stefan Johannesson |

|             | 2 mars 2013 | Mjälly AIF          | 1 – 1           | Ängelholms FF   | Asarums IP                                   |                                              |
| 14:00 UTC+1 | 14:00 UTC+1 | Marcus Ekenberg 37′ | (1 – 1) Rapport | 32′ Robin Staaf | Karlshamn Publik: 400 Domare: Martin Hansson | Karlshamn Publik: 400 Domare: Martin Hansson |
| 14:00 UTC+1 | 14:00 UTC+1 |                     |                 |                 | Karlshamn Publik: 400 Domare: Martin Hansson | Karlshamn Publik: 400 Domare: Martin Hansson |
| 14:00 UTC+1 | 14:00 UTC+1 |                     |                 |                 | Karlshamn Publik: 400 Domare: Martin Hansson | Karlshamn Publik: 400 Domare: Martin Hansson |

|             | 9 mars 2013 | Mjällby AIF                                     | 3 – 0           | Landskrona BoIS | Asarums IP                                   |                                              |
| 14:00 UTC+1 | 14:00 UTC+1 | Marcus Pode 62′ Marcus Ekenberg 68′, 90′ (str.) | (0 – 0) Rapport |                 | Karlshamn Publik: 402 Domare: Robert Daradic | Karlshamn Publik: 402 Domare: Robert Daradic |
| 14:00 UTC+1 | 14:00 UTC+1 |                                                 |                 |                 | Karlshamn Publik: 402 Domare: Robert Daradic | Karlshamn Publik: 402 Domare: Robert Daradic |
| 14:00 UTC+1 | 14:00 UTC+1 |                                                 |                 |                 | Karlshamn Publik: 402 Domare: Robert Daradic | Karlshamn Publik: 402 Domare: Robert Daradic |

|             | 10 mars 2013 | Ängelholms FF | 0 – 4           | IFK Norrköping                                                                | Hedens IP                                    |                                              |
| 14:00 UTC+1 | 14:00 UTC+1  |               | (0 – 3) Rapport | 3′ Martin Smedberg-Dalence 29′, 81′ Christoffer Nyman 35′ David Boo Wiklander | Helsingborg Publik: 216 Domare: Nermin Cisic | Helsingborg Publik: 216 Domare: Nermin Cisic |
| 14:00 UTC+1 | 14:00 UTC+1  |               |                 |                                                                               | Helsingborg Publik: 216 Domare: Nermin Cisic | Helsingborg Publik: 216 Domare: Nermin Cisic |
| 14:00 UTC+1 | 14:00 UTC+1  |               |                 |                                                                               | Helsingborg Publik: 216 Domare: Nermin Cisic | Helsingborg Publik: 216 Domare: Nermin Cisic |

|             | 16 mars 2013 | IFK Norrköping                            | 2 – 0           | Mjällby AIF | Nya Parken                                    |                                               |
| 13:00 UTC+1 | 13:00 UTC+1  | Lars Krogh Gerson 9′ Christopher Telo 70′ | (1 – 0) Rapport |             | Norrköping Publik: 1 085 Domare: Johan Hamlin | Norrköping Publik: 1 085 Domare: Johan Hamlin |
| 13:00 UTC+1 | 13:00 UTC+1  |                                           |                 |             | Norrköping Publik: 1 085 Domare: Johan Hamlin | Norrköping Publik: 1 085 Domare: Johan Hamlin |
| 13:00 UTC+1 | 13:00 UTC+1  |                                           |                 |             | Norrköping Publik: 1 085 Domare: Johan Hamlin | Norrköping Publik: 1 085 Domare: Johan Hamlin |

|             | 16 mars 2016 | Landskrona BoIS                                              | 3 – 1           | Ängelholms FF        | Landskrona IP                                |                                              |
| 15:00 UTC+1 | 15:00 UTC+1  | Fredrik Olsson 52′ Alexander Nilsson 56′ Alexander Tkacz 60′ | (0 – 0) Rapport | 73′ Muamet Asanovski | Landskrona Publik: 234 Domare: Jim Petersson | Landskrona Publik: 234 Domare: Jim Petersson |
| 15:00 UTC+1 | 15:00 UTC+1  |                                                              |                 |                      | Landskrona Publik: 234 Domare: Jim Petersson | Landskrona Publik: 234 Domare: Jim Petersson |
| 15:00 UTC+1 | 15:00 UTC+1  |                                                              |                 |                      | Landskrona Publik: 234 Domare: Jim Petersson | Landskrona Publik: 234 Domare: Jim Petersson |

### Grupp 6
| Nr | Lag             | S | V | O | F | GM | IM | MS | P |
| -- | --------------- | - | - | - | - | -- | -- | -- | - |
| 1  | Helsingborgs IF | 3 | 2 | 1 | 0 | 9  | 2  | +7 | 7 |
| 2  | Gefle IF        | 3 | 2 | 0 | 1 | 9  | 6  | +3 | 6 |
| 3  | Assyriska FF    | 3 | 0 | 2 | 1 | 3  | 7  | −4 | 2 |
| 4  | Varbergs BoIS   | 3 | 0 | 1 | 2 | 3  | 9  | −6 | 1 |

|             | 2 mars 2013 | Gefle IF                               | 3 – 2           | Varbergs BoIS         | Strömvallen                                 |                                             |
| 16:00 UTC+1 | 16:00 UTC+1 | Olof Mård 27′ Mikael Dahlberg 67′, 71′ | (1 – 1) Rapport | 28′, 78′ Erkan Saglik | Gävle Publik: 200 Domare: Mohammed Al-Hakim | Gävle Publik: 200 Domare: Mohammed Al-Hakim |
| 16:00 UTC+1 | 16:00 UTC+1 |                                        |                 |                       | Gävle Publik: 200 Domare: Mohammed Al-Hakim | Gävle Publik: 200 Domare: Mohammed Al-Hakim |
| 16:00 UTC+1 | 16:00 UTC+1 |                                        |                 |                       | Gävle Publik: 200 Domare: Mohammed Al-Hakim | Gävle Publik: 200 Domare: Mohammed Al-Hakim |

|             | 3 mars 2013 | Helsingborgs IF      | 1 – 1           | Assyriska FF         | Olympia                                         |                                                 |
| 16:00 UTC+1 | 16:00 UTC+1 | Alejandro Bedoya 41′ | (1 – 0) Rapport | 66′ Philip Hellquist | Helsingborg Publik: 3 493 Domare: Antti Kanerva | Helsingborg Publik: 3 493 Domare: Antti Kanerva |
| 16:00 UTC+1 | 16:00 UTC+1 |                      |                 |                      | Helsingborg Publik: 3 493 Domare: Antti Kanerva | Helsingborg Publik: 3 493 Domare: Antti Kanerva |
| 16:00 UTC+1 | 16:00 UTC+1 |                      |                 |                      | Helsingborg Publik: 3 493 Domare: Antti Kanerva | Helsingborg Publik: 3 493 Domare: Antti Kanerva |

|             | 10 mars 2013 | Varbergs BoIS | 0 – 5           | Helsingborgs IF                                                                                          | Övrevi                                    |                                           |
| 14:00 UTC+1 | 14:00 UTC+1  |               | (0 – 1) Rapport | 16′ Loret Sadiku 55′ (str.) Mattias Lindström 71′, 85′ (str.) Christoffer Andersson 80′ Alejandro Bedoya | Varberg Publik: 731 Domare: Bojan Pandzic | Varberg Publik: 731 Domare: Bojan Pandzic |
| 14:00 UTC+1 | 14:00 UTC+1  |               |                 | | Varberg Publik: 731 Domare: Bojan Pandzic | Varberg Publik: 731 Domare: Bojan Pandzic |
| 14:00 UTC+1 | 14:00 UTC+1  |               |                 | | Varberg Publik: 731 Domare: Bojan Pandzic | Varberg Publik: 731 Domare: Bojan Pandzic |

|             | 10 mars 2013 | Gefle IF                                           | 5 – 1           | Assyriska FF       | Strömvallen                           |                                       |
| 17:00 UTC+1 | 17:00 UTC+1  | Jakob Orlov 35′, 37′, 56′ Mikael Dahlberg 50′, 54′ | (2 – 1) Rapport | 21′ Linus Malmborg | Gävle Publik: 327 Domare: Lars Olsson | Gävle Publik: 327 Domare: Lars Olsson |
| 17:00 UTC+1 | 17:00 UTC+1  |                                                    |                 |                    | Gävle Publik: 327 Domare: Lars Olsson | Gävle Publik: 327 Domare: Lars Olsson |
| 17:00 UTC+1 | 17:00 UTC+1  |                                                    |                 |                    | Gävle Publik: 327 Domare: Lars Olsson | Gävle Publik: 327 Domare: Lars Olsson |

|             | 17 mars 2013 | Assyriska FF               | 1 – 1           | Varbergs BoIS   | Södertälje fotbollsarena                         |                                                  |
| 16:00 UTC+1 | 16:00 UTC+1  | Ahmet Özdemirok 19′ (sjm.) | (1 – 0) Rapport | 52′ Nsima Peter | Södertälje Publik: 319 Domare: Mohammed Al-Hakim | Södertälje Publik: 319 Domare: Mohammed Al-Hakim |
| 16:00 UTC+1 | 16:00 UTC+1  |                            |                 |                 | Södertälje Publik: 319 Domare: Mohammed Al-Hakim | Södertälje Publik: 319 Domare: Mohammed Al-Hakim |
| 16:00 UTC+1 | 16:00 UTC+1  |                            |                 |                 | Södertälje Publik: 319 Domare: Mohammed Al-Hakim | Södertälje Publik: 319 Domare: Mohammed Al-Hakim |

|             | 17 mars 2013 | Helsingborgs IF                        | 3 – 1           | Gefle IF            | Olympia                                          |                                                  |
| 16:00 UTC+1 | 16:00 UTC+1  | David Accam 18′, 90′ Álvaro Santos 60′ | (1 – 0) Rapport | 47′ Mikael Dahlberg | Helsingborg Publik: 2 817 Domare: Martin Hansson | Helsingborg Publik: 2 817 Domare: Martin Hansson |
| 16:00 UTC+1 | 16:00 UTC+1  |                                        |                 |                     | Helsingborg Publik: 2 817 Domare: Martin Hansson | Helsingborg Publik: 2 817 Domare: Martin Hansson |
| 16:00 UTC+1 | 16:00 UTC+1  |                                        |                 |                     | Helsingborg Publik: 2 817 Domare: Martin Hansson | Helsingborg Publik: 2 817 Domare: Martin Hansson |

### Grupp 7
| Nr | Lag           | S | V | O | F | GM | IM | MS | P |
| -- | ------------- | - | - | - | - | -- | -- | -- | - |
| 1  | IFK Göteborg  | 3 | 2 | 0 | 1 | 6  | 2  | +4 | 6 |
| 2  | Kalmar FF     | 3 | 2 | 0 | 1 | 5  | 2  | +3 | 6 |
| 3  | IK Brage      | 3 | 1 | 0 | 2 | 3  | 6  | −3 | 3 |
| 4  | Nyköpings BIS | 3 | 1 | 0 | 2 | 4  | 8  | −4 | 3 |

|             | 2 mars 2013 | IFK Göteborg         | 2 – 0           | IK Brage | Valhalla IP                                    |                                                |
| 16:00 UTC+1 | 16:00 UTC+1 | Tobias Hysén 3′, 73′ | (1 – 0) Rapport |          | Göteborg Publik: 2 118 Domare: Michael Lerjéus | Göteborg Publik: 2 118 Domare: Michael Lerjéus |
| 16:00 UTC+1 | 16:00 UTC+1 |                      |                 |          | Göteborg Publik: 2 118 Domare: Michael Lerjéus | Göteborg Publik: 2 118 Domare: Michael Lerjéus |
| 16:00 UTC+1 | 16:00 UTC+1 |                      |                 |          | Göteborg Publik: 2 118 Domare: Michael Lerjéus | Göteborg Publik: 2 118 Domare: Michael Lerjéus |

|             | 3 mars 2013 | Nyköpings BIS                          | 2 – 1           | Kalmar FF      | Rosvalla IP                              |                                          |
| 15:00 UTC+1 | 15:00 UTC+1 | Calle Svensson 14′ Dagoberto Funes 50′ | (1 – 1) Rapport | 30′ Papa Diouf | Nyköping Publik: 599 Domare: Lars Olsson | Nyköping Publik: 599 Domare: Lars Olsson |
| 15:00 UTC+1 | 15:00 UTC+1 |                                        |                 |                | Nyköping Publik: 599 Domare: Lars Olsson | Nyköping Publik: 599 Domare: Lars Olsson |
| 15:00 UTC+1 | 15:00 UTC+1 |                                        |                 |                | Nyköping Publik: 599 Domare: Lars Olsson | Nyköping Publik: 599 Domare: Lars Olsson |

|             | 10 mars 2013 | Nyköpings BIS       | 1 – 4           | IFK Göteborg                                        | Rosvalla IP                                  |                                              |
| 15:00 UTC+1 | 15:00 UTC+1  | Dagoberto Funes 23′ | (1 – 1) Rapport | 8′ (str.), 75′, 82′ Tobias Hysén 87′ Joel Allansson | Nyköping Publik: 1 428 Domare: Magnus Ahlsén | Nyköping Publik: 1 428 Domare: Magnus Ahlsén |
| 15:00 UTC+1 | 15:00 UTC+1  |                     |                 |                                                     | Nyköping Publik: 1 428 Domare: Magnus Ahlsén | Nyköping Publik: 1 428 Domare: Magnus Ahlsén |
| 15:00 UTC+1 | 15:00 UTC+1  |                     |                 |                                                     | Nyköping Publik: 1 428 Domare: Magnus Ahlsén | Nyköping Publik: 1 428 Domare: Magnus Ahlsén |

|             | 10 mars 2013 | Kalmar FF                                               | 3 – 0           | IK Brage | Gasten IP                                 |                                           |
| 15:00 UTC+1 | 15:00 UTC+1  | Sebastian Andersson 24′, 90′ Romário Pereira Sipião 38′ | (2 – 0) Rapport |          | Kalmar Publik: 240 Domare: Martin Hansson | Kalmar Publik: 240 Domare: Martin Hansson |
| 15:00 UTC+1 | 15:00 UTC+1  |                                                         |                 |          | Kalmar Publik: 240 Domare: Martin Hansson | Kalmar Publik: 240 Domare: Martin Hansson |
| 15:00 UTC+1 | 15:00 UTC+1  |                                                         |                 |          | Kalmar Publik: 240 Domare: Martin Hansson | Kalmar Publik: 240 Domare: Martin Hansson |

|             | 16 mars 2013 | IK Brage                                                 | 3 – 1           | Nyköpings BIS       | Domnarsvallen                             |                                           |
| 13:00 UTC+1 | 13:00 UTC+1  | Peter Nilsson 56′ Mats Moldskred 73′ Dragan Kapcevic 82′ | (0 – 0) Rapport | 54′ Dagoberto Funes | Borlänge Publik: 96 Domare: Dragan Banjac | Borlänge Publik: 96 Domare: Dragan Banjac |
| 13:00 UTC+1 | 13:00 UTC+1  |                                                          |                 |                     | Borlänge Publik: 96 Domare: Dragan Banjac | Borlänge Publik: 96 Domare: Dragan Banjac |
| 13:00 UTC+1 | 13:00 UTC+1  |                                                          |                 |                     | Borlänge Publik: 96 Domare: Dragan Banjac | Borlänge Publik: 96 Domare: Dragan Banjac |

|             | 17 mars 2013 | IFK Göteborg | 0 – 1           | Kalmar FF                  | Valhalla IP                                         |                                                     |
| 16:00 UTC+1 | 16:00 UTC+1  |              | (0 – 0) Rapport | 66′ Romário Pereira Sipião | Göteborg Publik: 1 838 Domare: Martin Strömbergsson | Göteborg Publik: 1 838 Domare: Martin Strömbergsson |
| 16:00 UTC+1 | 16:00 UTC+1  |              |                 |                            | Göteborg Publik: 1 838 Domare: Martin Strömbergsson | Göteborg Publik: 1 838 Domare: Martin Strömbergsson |
| 16:00 UTC+1 | 16:00 UTC+1  |              |                 |                            | Göteborg Publik: 1 838 Domare: Martin Strömbergsson | Göteborg Publik: 1 838 Domare: Martin Strömbergsson |

### Grupp 8
| Nr | Lag                 | S | V | O | F | GM | IM | MS | P |
| -- | ------------------- | - | - | - | - | -- | -- | -- | - |
| 1  | Djurgårdens IF      | 3 | 2 | 1 | 0 | 7  | 2  | +5 | 7 |
| 2  | Åtvidabergs FF      | 3 | 1 | 1 | 1 | 5  | 4  | +1 | 4 |
| 3  | Jönköpings Södra IF | 3 | 1 | 0 | 2 | 5  | 6  | −1 | 3 |
| 4  | Umeå FC             | 3 | 1 | 0 | 2 | 2  | 7  | −5 | 3 |

|             | 3 mars 2013 | Åtvidabergs FF                                                  | 3 – 1           | Jönköpings Södra IF | Kopparvallen                                 |                                              |
| 14:00 UTC+1 | 14:00 UTC+1 | Emmanuel Dogbe 81′ Tom Pettersson 83′ Viktor Prodell 90′ (str.) | (0 – 0) Rapport | 60′ Kangaskolkka    | Åtvidaberg Publik: 873 Domare: Jim Petersson | Åtvidaberg Publik: 873 Domare: Jim Petersson |
| 14:00 UTC+1 | 14:00 UTC+1 |                                                                 |                 |                     | Åtvidaberg Publik: 873 Domare: Jim Petersson | Åtvidaberg Publik: 873 Domare: Jim Petersson |
| 14:00 UTC+1 | 14:00 UTC+1 |                                                                 |                 |                     | Åtvidaberg Publik: 873 Domare: Jim Petersson | Åtvidaberg Publik: 873 Domare: Jim Petersson |

|             | 3 mars 2013 | Djurgårdens IF                               | 3 – 0           | Umeå FC | Grimsta IP                                                              |                                                                         |
| 15:00 UTC+1 | 15:00 UTC+1 | Erton Fejzullahu 34′ (str.), 61′ (str.), 67′ | (2 – 0) Rapport |         | Stockholm Publik: 1 800<refname="DJUUFC"/> Domare: Markus Strömbergsson | Stockholm Publik: 1 800<refname="DJUUFC"/> Domare: Markus Strömbergsson |
| 15:00 UTC+1 | 15:00 UTC+1 |                                              |                 |         | Stockholm Publik: 1 800<refname="DJUUFC"/> Domare: Markus Strömbergsson | Stockholm Publik: 1 800<refname="DJUUFC"/> Domare: Markus Strömbergsson |
| 15:00 UTC+1 | 15:00 UTC+1 |                                              |                 |         | Stockholm Publik: 1 800<refname="DJUUFC"/> Domare: Markus Strömbergsson | Stockholm Publik: 1 800<refname="DJUUFC"/> Domare: Markus Strömbergsson |

|             | 10 mars 2013 | Umeå FC                                    | 2 – 1           | Åtvidabergs FF     | T3 Arena                               |                                        |
| 15:00 UTC+1 | 15:00 UTC+1  | Mattias Lidberg 58′ Fredrik Fjellström 76′ | (0 – 0) Rapport | 90′ Viktor Prodell | Umeå Publik: 333 Domare: Dragan Banjac | Umeå Publik: 333 Domare: Dragan Banjac |
| 15:00 UTC+1 | 15:00 UTC+1  |                                            |                 |                    | Umeå Publik: 333 Domare: Dragan Banjac | Umeå Publik: 333 Domare: Dragan Banjac |
| 15:00 UTC+1 | 15:00 UTC+1  |                                            |                 |                    | Umeå Publik: 333 Domare: Dragan Banjac | Umeå Publik: 333 Domare: Dragan Banjac |

|             | 10 mars 2013 | Djurgårdens IF                                               | 3 – 1           | Jönköpings Södra IF | Grimsta IP                                      |                                                 |
| 17:00 UTC+1 | 17:00 UTC+1  | Andreas Johansson 52′ Luis Solignac 59′ Erton Fejzullahu 78′ | (0 – 0) Rapport | 74′ Tommy Thelin    | Stockholm Publik: 967 Domare: Mohammed Al-Hakim | Stockholm Publik: 967 Domare: Mohammed Al-Hakim |
| 17:00 UTC+1 | 17:00 UTC+1  |                                                              |                 |                     | Stockholm Publik: 967 Domare: Mohammed Al-Hakim | Stockholm Publik: 967 Domare: Mohammed Al-Hakim |
| 17:00 UTC+1 | 17:00 UTC+1  |                                                              |                 |                     | Stockholm Publik: 967 Domare: Mohammed Al-Hakim | Stockholm Publik: 967 Domare: Mohammed Al-Hakim |

|             | 16 mars 2013 | Jönköpings Södra IF                                            | 3 – 0           | Umeå FC | Tipshallen                                 |                                            |
| 17:00 UTC+1 | 17:00 UTC+1  | Joakim Karlsson 34′ Aleksei Kangaskolkka 36′ Robert Gojani 69′ | (2 – 0) Rapport |         | Jönköping Publik: 205 Domare: Glenn Nyberg | Jönköping Publik: 205 Domare: Glenn Nyberg |
| 17:00 UTC+1 | 17:00 UTC+1  |                                                                |                 |         | Jönköping Publik: 205 Domare: Glenn Nyberg | Jönköping Publik: 205 Domare: Glenn Nyberg |
| 17:00 UTC+1 | 17:00 UTC+1  |                                                                |                 |         | Jönköping Publik: 205 Domare: Glenn Nyberg | Jönköping Publik: 205 Domare: Glenn Nyberg |

|             | 17 mars 2013 | Åtvidabergs FF     | 1 – 1           | Djurgårdens IF | Kopparvallen                                    |                                                 |
| 16:00 UTC+1 | 16:00 UTC+1  | Viktor Prodell 20′ | (1 – 0) Rapport | 52′ Nahir Oyal | Åtvidaberg Publik: 1 453 Domare: Jonas Eriksson | Åtvidaberg Publik: 1 453 Domare: Jonas Eriksson |
| 16:00 UTC+1 | 16:00 UTC+1  |                    |                 |                | Åtvidaberg Publik: 1 453 Domare: Jonas Eriksson | Åtvidaberg Publik: 1 453 Domare: Jonas Eriksson |
| 16:00 UTC+1 | 16:00 UTC+1  |                    |                 |                | Åtvidaberg Publik: 1 453 Domare: Jonas Eriksson | Åtvidaberg Publik: 1 453 Domare: Jonas Eriksson |